# 張義純

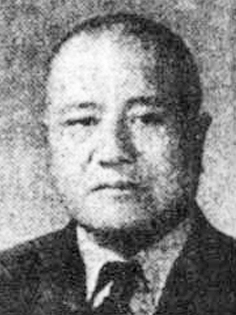
張義純

張義純（1896年—1982年9月10日）字靖伯，安徽省廬州府合肥县人，中華民国军事将领，新桂系人物。

## 生平

### 加入新桂系
1916年（民国5年）8月，張義純毕业于保定陸軍軍官学校第3期炮兵科。其後，在奉军内任职。1922年（民国11年）冬，任福州洪山橋兵工廠总办。1924年（民国13年）任第24混成旅团長兼第1支队司令。1925年（民国14年），任段祺瑞的中华民国临时政府軍務厅第4处科長兼代理处長。1926年，署理直隷省軍務督办軍務处長。
1926年，張義純赴广東改投国民革命軍，任第6軍第17師副師長兼团長（第6軍軍長程潜）。其后改投新桂系，在北伐中因英勇善战获得了「小張飛」的绰号，受到新桂系领袖李宗仁、白崇禧赏识。張義純因軍功，先后任第19軍第2師師長、第18軍副軍長、第13師師長、第56師師長。
1929年（民国18年）3月蒋桂战争新桂系敗北，張義純失势。1932年（民国21年），張義純赴广西省復職，任第15軍参謀長。後来任广西民团幹部学校副校長。1936年（民国25年）1月，授陸軍少将。同年10月，升为陸軍中将。

### 抗日战争以後的活動
中国抗日战争爆发後的1937年（民国26年）10月，張義純任安徽省政府委員兼民政厅厅長兼軍管区副司令，作为安徽人参与新桂系对安徽省的統治。張義純任第四十八军軍長，负责防卫安徽，参加武汉会战。1939年（民国28年）11月，升任第21集团軍副总司令。1943年（民国32年）1月，任第33集团軍副总司令，兼任第五战区鄂豫皖边区游撃总司令。
抗日战争结束後，張義純被任命为国防部高級参謀。1947年（民国36年），張義純率国防部检查組赴中国東北，负责将保安团改编为正規軍。第二次国共内战末期的1949年（民国38年）1月，張義純被任命为安徽省政府委員，回到安徽省。1949年3月接替夏威任安徽省政府主席，迎击中国人民解放軍。1949年4月大敗，在敗退途中，張義純宣布向中国人民解放軍起义。
中華人民共和国成立後，1950年以后，張義純在上海市居住。1956年，張義純加入中国国民党革命委員会（民革）。1962年，任上海市人民委员会参事。1979年，当选民革中央团結委員会委員。
1982年9月10日，張義純在上海市病逝，享年87岁。